# Diaperia verna
Diaperia verna là một loài thực vật có hoa trong họ Cúc. Loài này được (Raf.) Morefield mô tả khoa học đầu tiên năm 2004.